# Jui
Jui (Khui o Chui) es un faraón de la dinastía VIII del Antiguo Egipto.
Reinó supuestamente sólo en el Egipto Medio. Se le atribuye una tumba monumental, que probablemente era una pirámide de ángulos redondeados, situada en Dara en el Egipto Medio. En la propia tumba no se ha descubierto nada que pueda identificar que le pertenecía realmente. Sin embargo, se encontró un cartucho con el nombre de Khui en unas tumbas vecinas.

## Titulatura
| Titulatura | Jeroglífico | Transliteración (transcripción) - traducción - (referencias) |

| Aa1 · D43 | G43 | A1 |

| Aa1 · D43 | G43 | A1 |

| Aa1 · D43 | G43 | A1 |

| Aa1 · D43 | G43 | A1 |

| Aa1 · D43 | G43 | A1 |

| Aa1 · D43 | G43 | A1 |

| Aa1 · D43 | G43 | A1 |

| Aa1 · D43 | G43 | A1 |

| Aa1 · D43 | G43 | A1 |

| Aa1 · D43 | G43 | A1 |

| Aa1 · D43 | G43 | A1 |

| Aa1 · D43 | G43 | A1 |

| Aa1 · D43 | G43 | A1 |

| Aa1 · D43 | G43 | A1 |

| Aa1 · D43 | G43 | A1 |

| Aa1 · D43 | G43 | A1 |

| Predecesor: ??? | Faraón Dinastía VIII (?) | Sucesor: ??? |